# Xenie Godunovová

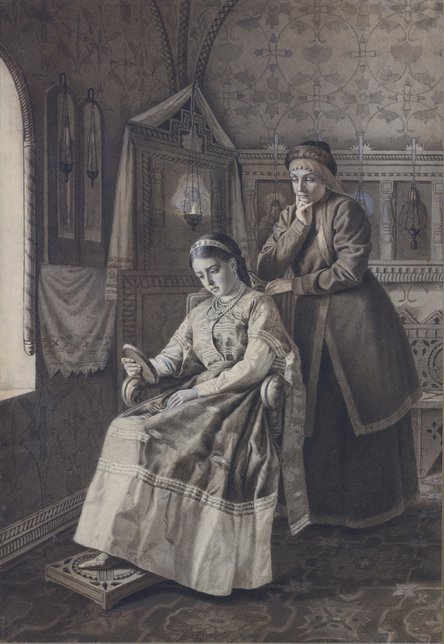
J. Vinzman.: Xenie Godunová

Xenie Borisovna Godunovová (rusky Ксения Борисовна Годунова; 1582 – 1622) byla ruská princezna, dcera cara Borise Godunova a jeho ženy Marie a sestra Fjodora II.

## Život

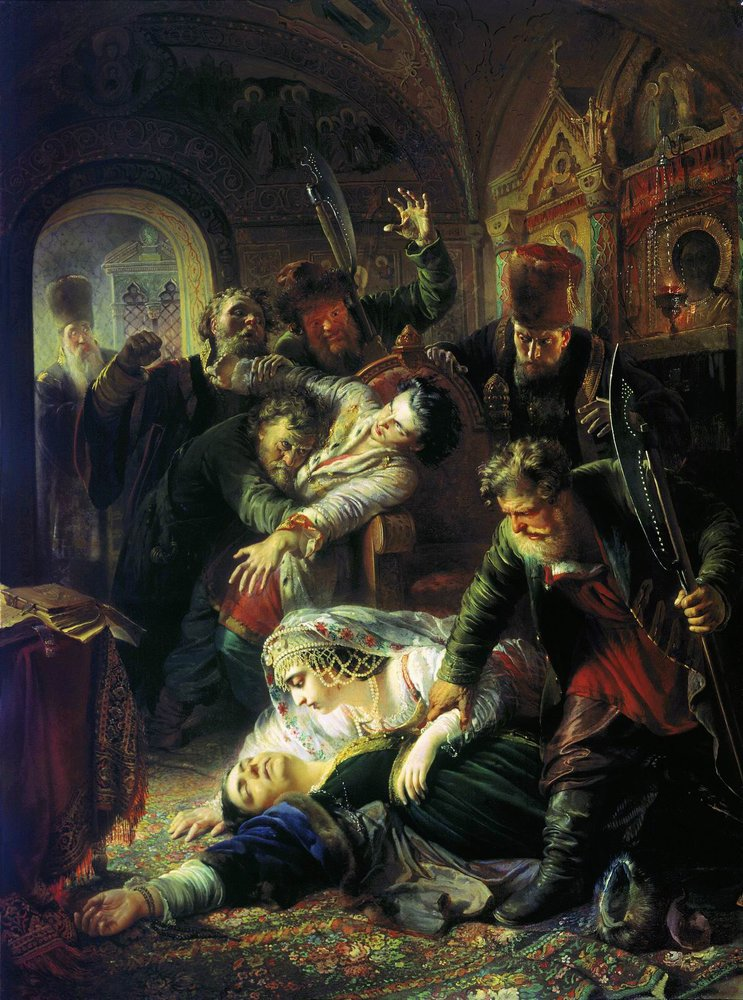
Vražda Fjodora Godunova a jeho matky. Obraz K. E. Makovského z roku 1862. Xenie je nad bratrovým tělem.

Xenie byla popisovaná jako velmi krásná a vzdělaná a mezi jejími nápadníky byli švédský a dánský princ. Až do smrti svého otce v roce 1605 se ale kvůli různým komplikacím neprovdala. Jedním z vybraných ženichů byl také habsburský arcivévoda Maxmilián III. Boris Godunov si jej vyhlédl jako ženicha pro svou dceru a v roce 1599 k Maxmiliánovi vypravil na námluvy poselstvo vedené A. Vlasevem. Zamýšlel dát své dceři „k věčné vládě“ Tverské knížectví a rozdělit Polsko mezi Rusko, Xeniina ženicha a cara. Boris však potřeboval, aby dceřin manžel žil v Rusku: „nejjasnější velkokníže má pouze jedinou dceru, propustit ji jakkoli není možno“. Ze zamýšleného plánu však sešlo především proto, že Maxmiliánovo přestoupení k pravoslavné víře bylo základní, avšak pro katolického arcivévodu neakceptovatelnou podmínkou sňatku.
Po smrti otce13. dubna 1605 byl její bratr ve věku šestnácti let prohlášen carem. 1. června 1605 poslové nepravého cara, Lžidimitrije I., přibyli do Moskvy, aby ho svrhli. Jejího bratra i matku nechal Lžidimitrij 20. června toho roku zavraždit.
Xenie vyvázla životem, ale Lžidimitrij ji znásilnil a ponechal si ji v paláci jako konkubínu. Poslal ji do kláštera až před příjezdem své nevěsty Mariny Mniszkové. Zde Xenie přijala jméno Olga.
Lžidimitrij byl zavražděn v roce 1606. Xenie se poté zúčastnila obřadu, během kterého byly ostatky rodiny Godunovových slavnostně přeneseny do Svatotrojického kláštera, kde spočívají dodnes. Po své smrti v roce 1622 zde byla pohřbena i Xenie.